# Sophie Létourneau
Pour les articles homonymes, voir Létourneau.
Sophie Létourneau, née le 12 septembre 1980 à Lévis au Québec, est une écrivaine québécoise.

## Biographie
Sophie Létourneau est professeure de littérature à l’université Laval, à Québec. Elle remporte le Prix littéraire du Gouverneur général en 2020.

## Œuvres
- Polaroïds, Montréal, (Québec), Canada, Éditions Québec Amérique, coll. « Littérature d'Amérique », 2006, 166 p.  (ISBN 978-2-7644-0516-1)[2]
- Chanson française, Montréal, (Québec), Canada, Éditions Le Quartanier, coll. « Nova », 2013, 49 p.  (ISBN 978-2-89698-152-6)[3]
- L’Été 95, Montréal, (Québec), Canada, Éditions Le Quartanier, coll. « Nova », 2013, 178 p.  (ISBN 978-2-89698-084-0)
- Chasse à l’homme, Taillon, (Québec), Canada, Éditions la Peuplade, 2020, 216 p.  (ISBN 978-2-924898-55-0)[4]- prix du Gouverneur général 2020 [5]

## Prix et distinctions
- 2014: Finaliste au Prix littéraire des collégiens pour Chanson française[6]
- 2020: Prix du Gouverneur général pour Chasse à l'homme
- 2021: Finaliste au Prix littéraire des collégiens pour Chasse à l'homme[7]